# Kathu
Kathu (tiếng Thái: กะทู้) là một huyện (Amphoe) của tỉnh Phuket, nằm ở phía tây hòn đảo này. Huyện này giáp Thalang về phía bắc, Mueang Phuket về phía đông và nam, và biển Andaman về phía tây.

## Địa lý
Kathu là huyện có phần lớn bãi biển có nhiều du khách nhất của Phuket, Patong. Bãi biển Kamala về phía bắc kém phát triển hơn.